# Dicepolia marionalis
Dicepolia marionalis là một loài bướm đêm trong họ Crambidae.